# Lampaul-Ploudalmézeau
Lampaul-Ploudalmézeau (bret. Lambaol-Gwitalmeze) – miejscowość i gmina we Francji, w regionie Bretania, w departamencie Finistère.
Według danych na rok 1990 gminę zamieszkiwało 595 osób, a gęstość zaludnienia wynosiła 94 osoby/km² (wśród 1269 gmin Bretanii Lampaul-Ploudalmézeau plasuje się na 782 miejscu pod względem liczby ludności, natomiast pod względem powierzchni na miejscu 974).